# Anders Ferm
Anders Jonny Ferm (1938 — 1 de outubro de 2019) foi um diplomata e político da Suécia. Foi membro do Partido Social Democrata da Suécia. Ferm foi conselheiro do primeiro-ministro Olof Palme,. Foi representante permanente nas Nações Unidas entre 1982 e 1988 e embaixador na Dinamarca.
Ferm morreu em 1 de outubro de 2019, aos 81 anos de idade.